# Sillénite
La sillénite è un minerale.